# Michel Raingeard
Michel Raingeard est un homme politique français né le 20 juin 1919 à Nantes (Loire-Inférieure) et mort le 27 décembre 2004 à Yerres (Essonne)

## Parcours
Fils du négociant Pierre Raingeard et de Mme Jeanne née Fonteneau (famille de la bourgeoisie nantaise), il est élève à l'externat des Enfants nantais, de khâgne au lycée Louis-le-Grand, puis obtient une licence en lettres classiques à la Sorbonne. Il est un des fondateurs de la Jeunesse étudiante chrétienne (JEC) à Nantes.
Professeur de lettres classiques à l'externat des Enfants nantais, puis à l'école Bossuet à Paris, il obtient un diplôme d'études supérieures de lettres classiques sur Charles Monselet. Il devient délégué rectoral au lycée Louis-le-Grand, soutient une thèse sur L'opinion publique française et l'Afrique.
Journaliste parlementaire, il a été député de la Loire-Inférieure, puis de Loire-Atlantique, de 1951 à 1958 ainsi que conseiller général et adjoint au maire de Nantes.
Resté spécialiste de l'outre-mer, il constitue un réseau d'amitiés avec les présidents africains, connus sous la IVe République et présida le syndicat des producteurs de rhum de Martinique et Guadeloupe. Il est également connu pour avoir été rapporteur du projet de loi concernant la collection Matsukata à la commission d’éducation nationale.
Il est élu membre de l'Académie des sciences d'outre-mer en 1981.

## Décorations
Françaises
- Chevalier de l'ordre de l'Étoile noire

Étrangères
- Officier de l'ordre du Ouissam alaouite chérifien (Maroc)
- Ordre de l'Étoile équatoriale (Gabon)
- Commandeur de l'ordre national du Mérite (Niger)
- Commandeur de l'ordre national du Mérite (Mauritanie)
- Commandeur de l'ordre du Croissant vert (Comores)
- Commandeur de l'Étoile de la Grande Comore (Comores)
- Commandeur de l'ordre national du Lion du Sénégal
- Grand officier de l'ordre du Nichan Iftikhar (Tunisie)
- Commandeur de l'ordre national (Côte d'Ivoire)
- Commandeur de l'Ordre national du Burkina Faso (Haute-Volta)
- Commandeur de l'ordre national du Tchad
- Commandeur de l'ordre du Mono (Togo)
- Commandeur de l'ordre du Mérite centrafricain